# Svartstrupig järnsparv
Svartstrupig järnsparv (Prunella atrogularis) är en fågel i familjen järnsparvar. Den häckar i bergsområden i Asien, dels i Uralbergen, dels i Altaj. Nordliga fåglar flyttar vintertid så långt söderut som till Indien. Fågeln är en mycket sällsynt gäst i Västeuropa, bland annat i Sverige och Finland. IUCN kategoriserar den som livskraftig.

## Utseende och läte
Den svartstrupiga järnsparven mäter 13-14,5 cm. Den har den för familjen typiska sparvliknande kroppsformen med en smal och spetsig näbb som är svart och lämplig att fånga insekter med. Ovansidan är brunstrimmig och undersidan strimmigt beigegrå och den har ett sandfärgat till orange bröst. Den adulta fågeln i sommardräkt har gråsvart hjässa, ljust ögonbrynsstreck (vitt eller ljust sandgult), svart kind och svart strupe. Kinden och strupen avgränsas av en smal ljus kil som pekar upp mot näbbroten. 
På hösten påminner den mycket mer om sibirisk järnsparv (P. montanella) då det svarta på strupe och kind är mindre tydligt och den har en gulare ton på ögonbrynsstrecket. Även fåglar i första vinterdräkt påminner om sibirisk järnsparv.
Lockropet är ett mjukt ti-ti-ti och den melodiska sången liknar järnsparvens.

## Ekologi
Svartstrupig järnsparv tivs i låga och täta törnsnår och undviker öppna ytor. I Uralbergen hittas den bland granar i den subalpina zonen liksom i lärkskog och videsnår, medan underarten huttoni ses i både barr- och lövskog samt i enbuskmarker. Arten häckar från maj till augusti och tros vara monogam. I det skålformade boet placerat i ett träd eller i en buske, vanligast i gran eller en, läggs tre till fem ägg. Den livnär sig huvudsakligen på insekter och små spindeldjur, liksom mask och sniglar.

## Utbredning och systematik
Fågeln lever i tempererade och subarktiska delar av Asien, i Ryssland, Kazakstan, Uzbekistan, Kirgizistan, Tadzjikistan, Mongoliet och Kina. De nordligaste populationerna flyttar vintertid söderut, vissa till de sydligare områdena av häckningsområdet och andra längre söderut till Indien, Iran, Afghanistan, Pakistan, och Nepal.
Den delas upp i två underarter med skilda utbredningsområden:
- Prunella atrogularis atrogularis – häckar i den norra delarna av bergskedjan Ural‚ övervintrar söderut till Afghanistan och Iran
- Prunella atrogularis huttoni – häckar i Altaj; övervintrar söderut till Pakistan och nordöstra Indien.

DNA-studier visar att de båda underarterna är genetiskt relativt åtskilda, så pass att de skulle kunna utgöra två olika arter. Dessa resultat har dock ännu inte lett till några taxonomiska förändringar.
Fågeln är en sällsynt gäst väster om Europeiska Ryssland. I Norden finns tolv fynd från Finland, ett från Norge och åtta godkända fynd från Sverige fram till och med 2018. Senhöst dominerar fyndbilden i Norden.

## Status och hot
Arten har ett stort utbredningsområde och en stor population med stabil utveckling. Utifrån dessa kriterier kategoriserar IUCN arten som livskraftig (LC). I Europa tros det häcka 1 500–2 100 par.